# MOL Triumph
MOL Triumph — контейнеровоз, будівництво якого завершилося в березні 2017 року компанією Samsung Heavy Industries у Кодже, Південна Корея. Судно було побудовано для японського судноплавного оператора Mitsui OSK Lines. Корабель був охрещений на церемонії в Південній Кореї 15 березня 2017 року. Triumph має 5 кораблів-побратимів у своєму класі: Trust, Tribute, Tradition, Truth і Treasure.

## Дизайн
Triumph має загальну довжину 400 метрів, ширина 58,8 метра і максимальна літня осадка 16 метрів. Дедвейт боксшипа становить 192,672 DWT, а максимальна вантажопідйомність становить 20 170 TEU. Корабель має різноманітні передові енергозберігаючі технології, включаючи фарбу під водою з низьким коефіцієнтом тертя, високоефективне кермо та гвинт, які зменшують опір води.

## Інженерія
Основним двигуном Triumph є MAN B&W G95ME з максимальною вихідною потужністю 82 440 кВт. Цього достатньо, щоб судно могло працювати з робочою швидкістю 22,0 вузли, а максимальна швидкість становить 24,0 вузли.

## Служба операцій
Triumph розгортається в торгівлі Альянсу з Азії в Європу через службу FE2. Контейнеровоз вирушив у своє перше плавання з Сингана у квітні 2017 року та пройшов до Даляня, Циндао, Шанхаю, Нінбо, Гонконгу, Яньтяня та Сінгапуру. Потім пройшов транзитом через Суецький канал і продовжив шлях до Танжера, Саутгемптона, Гамбурга, Роттердама та Гавру. Заїхавши в Танжер і Джебель-Алі на зворотному шляху до Азії.
У вересні 2022 року, під час першої 5-річної інспекції та повороту в сухий док, судно було перейменовано на «ONE TRIUMPH», а також отримало свіжий шар пурпурової фарби відповідно до кольорів Ocean Network Express, злиття компанії три японські контейнерні підрозділи Mitsui OSK Lines, NYK Line і K-Line.